# هرتسرید
هرتسرید (به آلمانی: Heretsried) یک شهر در آلمان است که در آوگسبورگ واقع شده‌است.